# Paula Belmonte
Paula Moreno Paro Belmonte (São Paulo, 23 de junho de 1973) é uma empresária e política brasileira filiada ao Cidadania. Atualmente exerce o mandato de deputada distrital pelo Distrito Federal, eleita em 2022. Entre 2019 e 2022, foi deputada federal, período em que atuou como vice-líder da bancada do seu partido. Desde sua chegada à política, Paula tem se dedicado à defesa de três pilares fundamentais: a proteção de crianças e adolescentes, a geração de empregos por meio da liberdade econômica e o combate à corrupção.

## Carreira política
Paula Belmonte candidatou-se pela primeira vez a um cargo público nas eleições de 2018 e, com 46.069 votos, foi uma das oito pessoas eleitas para a Câmara dos Deputados pelo Distrito Federal. Durante seu mandato como deputada federal (2019-2022), integrou as Frentes Parlamentares Evangélica (FPE), Agropecuarista (FPA), Ambientalista e Contra a Legalização do Aborto. Foi vice-presidente da Comissão Parlamentar de Inquérito (CPI) do BNDES, onde apresentou um voto em separado sugerindo o indiciamento de ex-presidentes como Luiz Inácio Lula da Silva e Dilma Rousseff, embora o relatório final aprovado não tenha incluído esses nomes. Também participou da Comissão Mista Temporária da Reforma Tributária, cobrando a apresentação do relatório final em 2020 como parte das discussões sobre o tema.
Dentre as principais votações no congresso, Paula votou a favor nas seguintes pautas: na MP 867 (que segundo ambientalistas alteraria o Código Florestal anistiando desmatadores); na MP 910 (conhecida como MP da Grilagem); criminalização de responsáveis pelo rompimento de barragens; PEC da Reforma da Previdência (e também para que professores não estivessem incluídos nas novas regras da mesma); PL 3723 que regulamenta a prática de atiradores e caçadores; "Pacote Anti-crime" de Sergio Moro; Novo Marco Legal do Saneamento; o congelamento de salário de servidores públicos (2020) e a autonomia do Banco Central.
Paula também votou, em sintonia com o Cidadania, contra o aumento do Fundo Partidário e a possibilidade de alteração ou diminuição do Fundo Eleitoral. Na regulamentação do novo Fundeb, inicialmente votou para que a destinação das verbas fosse apenas para o ensino público⁣, mas, em segunda votação, foi a única da bancada a apoiar a possibilidade de destinação para a educação privada. Em abril de 2020, apresentou um projeto de lei para autorizar o uso da ozonoterapia como tratamento complementar para a COVID-19, apesar da ausência de comprovação científica de eficácia.
Em abril de 2020, Paula criou um projeto de lei para autorizar o uso da ozonioterapia como tratamento complementar para COVID-19, mesmo sem comprovações científicas de eficácia. Marido da Paula, Luís Felipe e Jair Bolsonaro são coordenadores do Aliança pelo Brasil, partido político ainda não legalizado. Após o ocorrido, Paula protestou no plenário da Câmara usando uma venda nos olhos.
Em janeiro de 2021, após a executiva nacional do Cidadania declarar ser a favor do impeachment de Bolsonaro e a favor da candidatura de Baleia Rossi (MDB-SP) à presidência da Câmara, Paula reuniu-se com o outro candidato Arthur Lira (PP-AL), manifestando que ela não é obrigada a seguir a linha do partido e que não concorda com impeachment. Em 19 de fevereiro, Paula e Josias da Vitória (ES) não seguiram a orientação da bancada do partido e votaram contra a prisão do deputado bolsonarista Daniel Silveira (PSL/RJ).
Em 2022, optou por não concorrer à reeleição como deputada federal e candidatou-se à deputada distrital na Câmara Legislativa do Distrito Federal (CLDF), sendo eleita para o período de 2023 a 2026. No âmbito distrital, destinou emendas parlamentares para projetos educacionais, incluindo a construção do Complexo da Primeira Infância na Universidade de Brasília (UnB), inaugurado em 2024. O complexo abrange o Centro de Educação Infantil (Cei/creche) do campus Darcy Ribeiro, a Unidade da Criança e do Adolescente (UCA) do Hospital Universitário de Brasília (HUB) e um Centro de Pesquisa para estudantes de Ciências da Saúde, ainda em construção.
Em janeiro de 2025, assumiu o cargo de 2ª vice-presidente da Mesa Diretora da CLDF, sendo a primeira mulher a integrar a composição nesse biênio (2025-2026). A 2ª vice-presidência foi criada como parte de uma expansão da Mesa Diretora, que passou de cinco para sete membros. No mesmo ano, foi designada Procuradora Especial da Mulher (PEM) da CLDF, função exercida por dois anos para promover a participação das deputadas e atuar em defesa dos direitos das mulheres.

## Posicionamento político
Paula Belmonte se define como parlamentar independente, posicionando-se em oposição ao Governo do Distrito Federal (GDF) e ao governo federal em diversas ocasiões, embora apoie iniciativas específicas conforme sua avaliação.

## Vida pessoal
Belmonte é casada, mãe de seis filhos e cristã. Sua entrada na política foi motivada por um acidente fatal envolvendo seu filho de dois anos em 2014. Em memória dele, ela e seu marido fundaram o Instituto AMPB, que oferece atividades nas áreas de artes, música e computação para crianças. O instituto opera em duas localidades em Brasília: Vila Planalto, a 3 km do Congresso Nacional, e Sol Nascente, considerada a maior favela horizontal da América Latina. Em 2024, o Instituto AMPB lançou o projeto "Conexão Social Jovem do Futuro", voltado para o acolhimento de crianças e jovens em situação de vulnerabilidade.

## Desempenho eleitoral
| Ano  | Eleição                       | Cargo              | Partido   | Coligação                                    | Suplentes                               | Votos          | Resultado         |
| ---- | ----------------------------- | ------------------ | --------- | -------------------------------------------- | --------------------------------------- | -------------- | ----------------- |
| 2018 | Distrital do Distrito Federal | Deputada Federal   | PPS       | PPS / PRB / PODE / Solidariedade / PSC / PSD | Prof. Pacco (PODE) Renata Santana (PSD) | 46.069 (3,20%) | Eleita (7º lugar) |
| 2022 | Distrital do Distrito Federal | Deputada Distrital | Cidadania | Federação PSDB Cidadania                     |                                         | 17.208 (1,03%) | Eleita            |